# Краковский парк
Краковский парк (пол.  Park Krakowski) — наименование городского парка, который находится в краковском районе Кроводжа. Парк внесён в реестр охраняемых памятников Малопольского воеводства.
Парк был основан в 1885 году по инициативе Станислава Рехмана между современными улицами Чарновейской, Шимановского, площадью Инвалидов и аллеями Юлиуша Словацкого, Адама Мицкевича и Зигмунта Красинского. Парк предназначался для отдыха горожан и был создан по образцу венских парков.
После Первой мировой войны в связи с строительством около парка зданий и городских коммуникаций территория парка значительно уменьшилась. В настоящее время площадь парка составляет около 5 гектаров. От старого парка сохранился небольшой пруд.
В 1974 году на территории парка были установлены абстрактные скульптуры различных польских скульпторов.
14 апреля 1976 года Краковский парк был внесён в реестр охраняемых памятников Малопольского воеводства (№ А-310).